# Mejły
Mejły – wieś w Polsce położona w województwie podlaskim, w powiecie monieckim, w gminie Mońki.
W latach 1975–1998 miejscowość administracyjnie należała do województwa białostockiego.
Według spisu ludności z 30 września 1921 Mejły zamieszkiwało ogółem 138 osób z czego mężczyzn - 68, kobiet - 70. Budynków mieszkalnych było 21.
Wierni kościoła rzymskokatolickiego należą do parafii św. Apostołów Piotra i Pawła w Trzciannem.